# Battaglia di Geok Tepe (1879)
La battaglia di Geok Tepe del 1879, o prima battaglia di Geok Tepe, fu l'evento principale della spedizione russa del 1879 contro i turkmeni della tribù Teké, episodio della conquista russa dell'Asia centrale. Il generale Nikolaj Pavlovič Lomakin marciò per 450 km fino alla fortezza di Geok Tepe, ma fallì l'attacco e fu costretto a ritirarsi. L'anno successivo, la situazione fu ribaltata da Michail Dmitrievič Skobelev con la seconda battaglia di Geok Tepe.

## Contesto

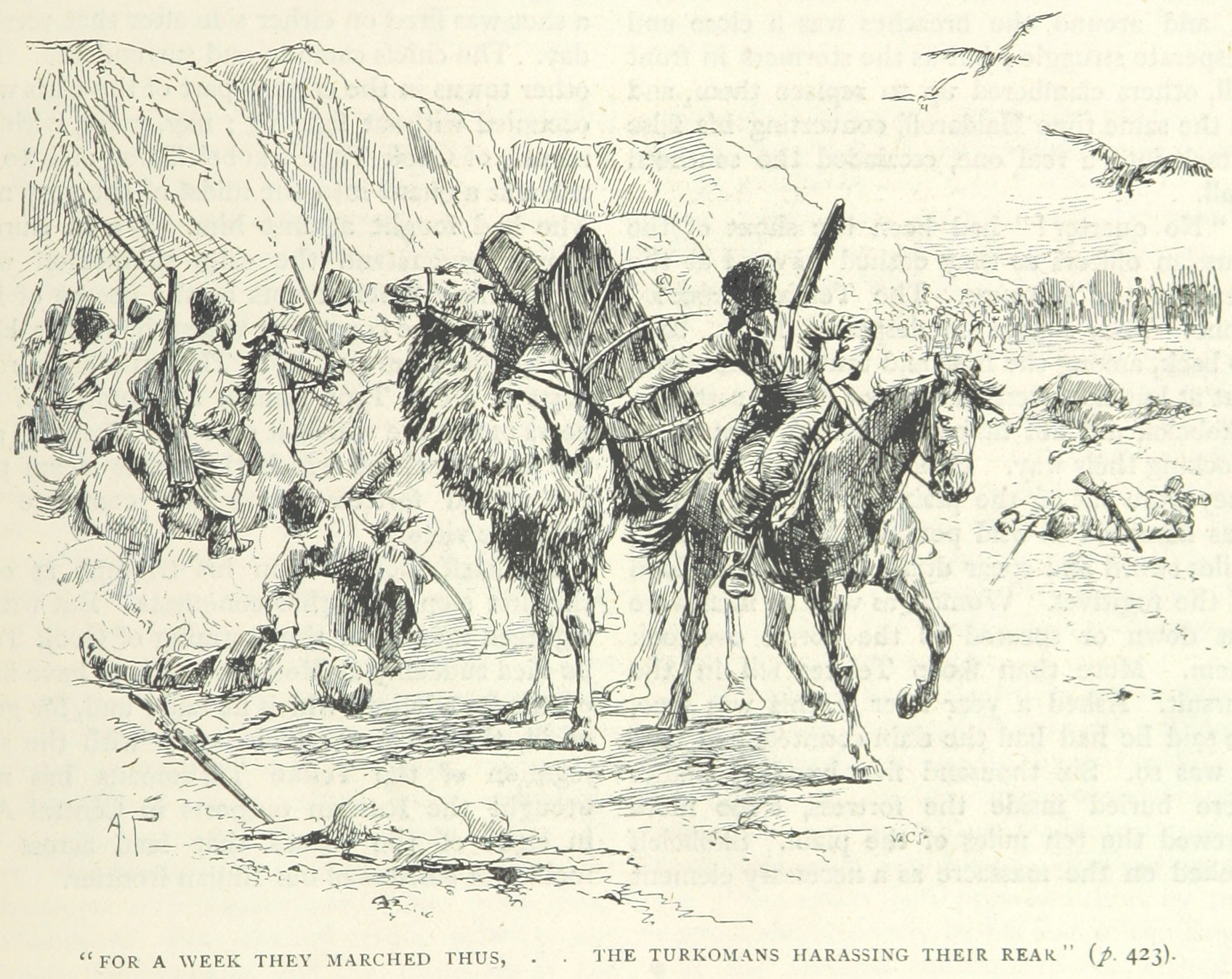
I turkmeni inseguono i russi in ritirata

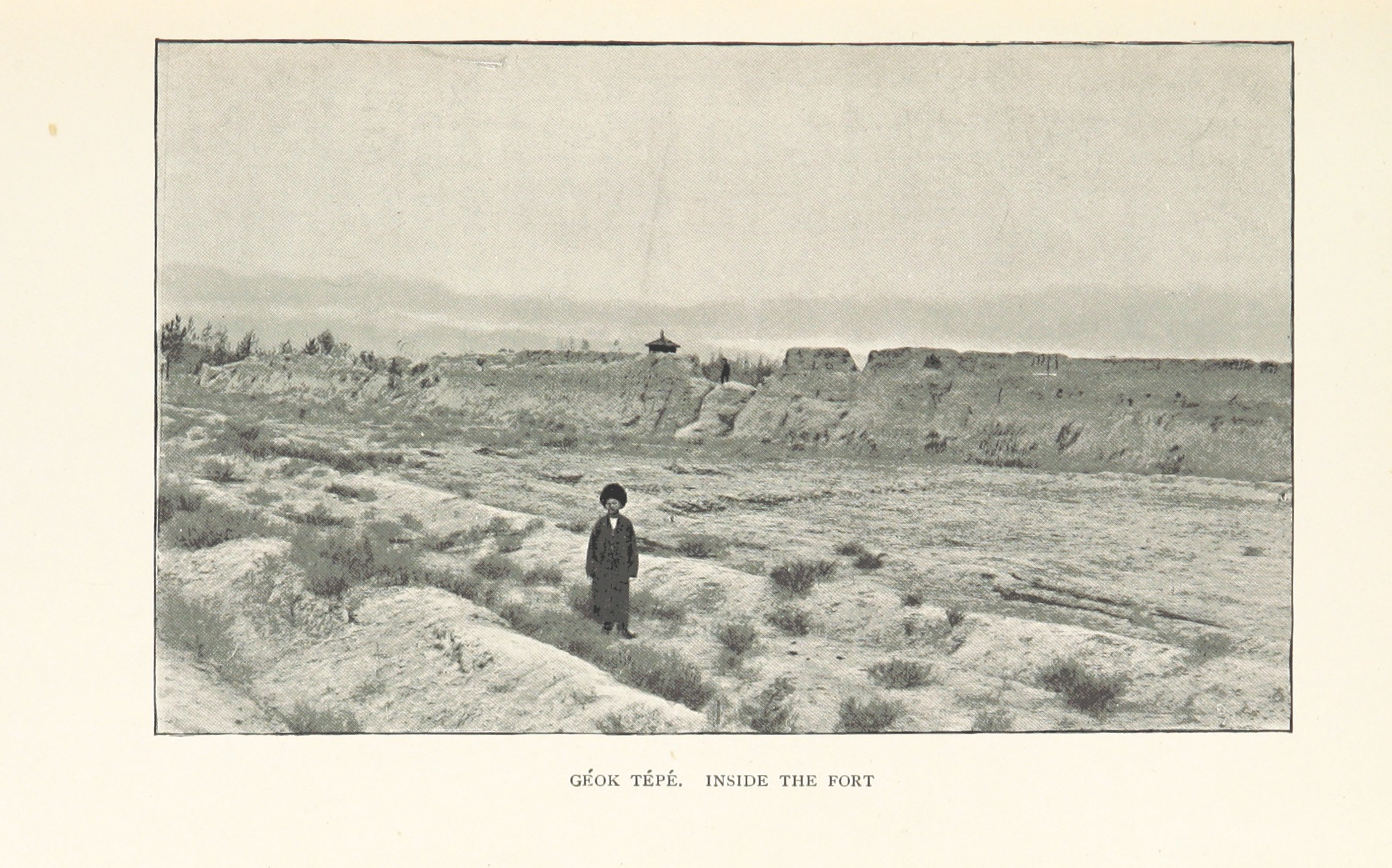
Rovine del forte di Geok Tepe

Dopo la sottomissione dell'Emirato di Bukhara nel 1868 e del Khanato di Khiva nel 1873 da parte dell'Impero russo, i nomadi turkmeni del deserto rimasero indipendenti. Il loro paese era delimitato dal mar Caspio a ovest, dal fiume Amu Darya a est e dal confine persiano, non ben definito, a sud. Vicino al centro di questo territorio, la catena del Kopet Dag corre verso nord-ovest, quasi fino al golfo di Krasnovodsk: sul versante settentrionale della catena i torrenti scendono dalle montagne formando l'oasi di Ahal, che si estende da Kyzyl-Arvat ad Aşgabat e oltre. I Teke che vivevano in quest'area erano una delle poche tribù turkmene che praticavano l'agricoltura.
Sia prima sia dopo la conquista di Khiva, i russi inviarono spedizioni nei territori turkmeni per mappare l'area e trovare le sorgenti d'acqua che sarebbero state necessarie a un esercito. Nella primavera del 1878 il generale Lomakin fu respinto da Kyzyl Arvat e nell'autunno dello stesso anno fu inseguito fino a Čikišljar. Queste sconfitte dovevano essere vendicate, anche solo per una questione di prestigio.

## Preparazione
Il comando della nuova spedizione fu affidato al generale Ivan Davidovič Lazarev, che aveva sostituito Lomakin. Lazarev radunò a Čikišljar una forza di 18 000 uomini e 6 000 cammelli. Il suo piano prevedeva di avanzare verso nord-est attraverso il deserto lungo i fiumi Atrek e Sumbar e di stabilire una grande base di rifornimento nella valle montuosa di Khoja Kale prima di attraversare il Kopet Dagh per conquistare Akhal ed eventualmente Merv. Poiché Čikišljar non aveva un porto, lo sbarco dei rifornimenti fu lento. Inoltre il luogo era malsano ed era ormai giunto il periodo peggiore dell'anno per marciare nel deserto.

## Avanzata, disastro e ritirata
Le truppe russe iniziarono la marcia il 18 giugno 1879. Verso la fine di luglio Lazerev si ammalò, ma insistette per seguire le truppe e morì a Chat alla fine di agosto. Lomakin, in quanto ufficiale di grado più alto, prese il comando della spedizione. Invece di costruire la base di rifornimento prevista da Lazarev, Lomakin decise di proseguire con 3800 uomini. Il 4 settembre i russi attraversarono le montagne vicino a Bamy con solo due settimane di provviste e marciarono verso sud-est attraverso villaggi deserti. L'8 settembre erano a 13 miglia da Denghil Tepe, come veniva chiamata la fortezza di Geok Tepe. Il mattino del 9 settembre 1879 Lomakin fece circondare il luogo e iniziò un bombardamento. Il forte ospitava 15 000 difensori e 5 000 fra donne e bambini, densamente ammassati. Il bombardamento fu terribile perché furono usati proiettili esplosivi invece di palle di cannone. Alle 15 la forza principale si unì all'avanguardia di Lomakin e alle 16 circa i Teke inviarono dei negoziatori, ma sia le donne sia gli inviati furono ricacciati nella fortezza. Alle 17 Lomakin ordinò un assalto, anche se aveva a disposizione solo 1400 fanti e non aveva portato scale. Invece di concentrare i suoi soldati in un punto, li sparpagliò in una linea sottile che fu spezzata prima di raggiungere il primo muro. I pochi russi che lo superarono furono fermati dal secondo. Migliaia di turkmeni saltarono giù dalle mura e attaccarono i russi. Quando i russi si ritirarono furono inseguiti da una folla di Teke che furono fermati solo dall'artiglieria. Durante la battaglia una palla di cannone colpì il comandante turkmeno Berdi Murad Khan, che perse la vita. I turkmeni respinsero le truppe russe, ma la morte di Murad Khan impedì di festeggiare la vittoria. Al calar della notte i russi si ritirarono e si misero sulla difensiva. La cavalleria Teke li seguì senza però impegnarli seriamente. Il 19 settembre i russi erano di nuovo a sud del Kopet Dagh. Il 29 settembre il generale Aršak Ter-Gukasov raggiunse Chat per sostituire Lazarev e Lomakin e così apprese del disastro. Alla fine di ottobre l'intera forza era tornata a Čikišljar, lasciando dietro di sé alcuni avamposti. Entro la fine dell'anno la maggior parte delle truppe era tornata sul lato occidentale del Caspio.

## Conseguenze
I russi ebbero 445 tra morti e feriti (circa un terzo della fanteria impegnata nell'attacco) e i Teke circa 2000 morti e 2000 feriti. Quasi tutti i cammelli morirono. Lomakin fu incolpato non solo del suo incompetente attacco, ma anche dell'inutile massacro di un nemico che probabilmente si sarebbe arreso o sarebbe fuggito di fronte a una forza più grande e meglio comandata. Fu accusato di ave preferito una vittoria sanguinosa ad un'azione lenta e sicura, anche se è vero che dovette agire rapidamente perché non aveva portato abbastanza provviste. D'altro canto la sua decisione di abbandonare il piano di Lazarev, che prevedeva un grande deposito di rifornimenti, limitò a tutti gli effetti la sua libertà di movimento. Lomakin fu anche accusato di aver agito troppo in fretta perché sapeva che sarebbe stato presto sostituito dal successore di Lazarev.